# Thierry Martens
Cet article concerne le rédacteur en chef de Spirou. Pour l'imprimeur flamand, voir Dirk Martens (imprimeur).
Pour les articles homonymes, voir Martens.
Thierry Martens (pseudonymes : Yves Varende, M. Archive), né le 29 janvier 1942 à Louvain (province du Brabant flamand) et mort le 27 juin 2011, est un scénariste de bande dessinée belge et ancien rédacteur en chef du journal Spirou.

## Biographie

### Jeunesse

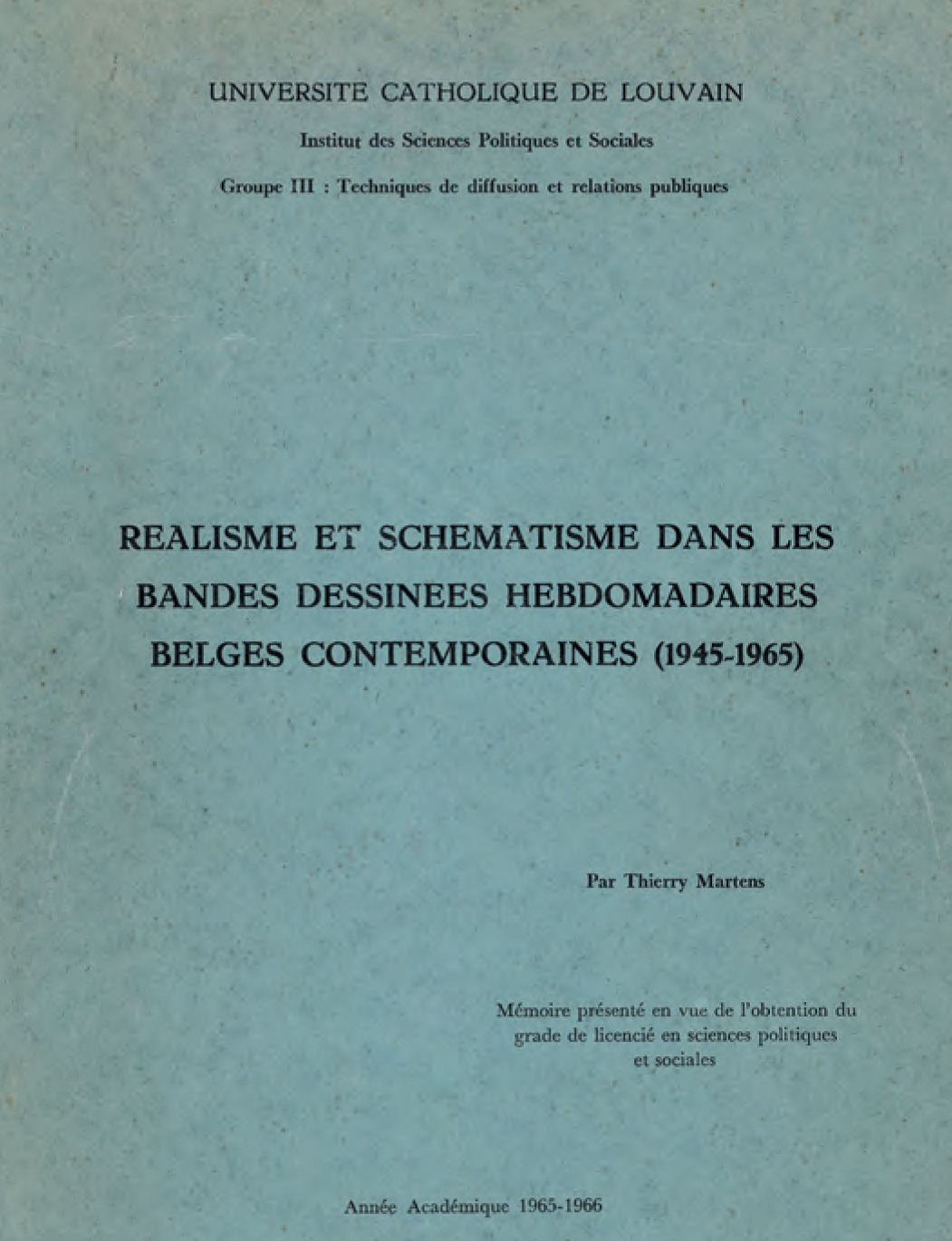
Le mémoire de Thierry Martens présenté à l'Université catholique de Louvain en 1966

Thierry Martens naît le 29 janvier 1942 à Louvain dans une famille de la haute bourgeoisie, avec une grande différence d'âge entre les parents et ses frères et sa sœur. Il est inscrit à l'état civil avec le prénom Thierri pour que celui-ci ne soit pas traduit en Dirk. Enfant, il joue aux petits soldats, puis, il s'adonne assidûment à la lecture. Pendant sa scolarité, il doit changer de régime linguistique à la suite d'un décret interdisant l'enseignement francophone à Louvain. Il éprouve des difficultés dans l'apprentissage du néerlandais, il doit doubler sa sixième latine et commence l'écriture d'un roman qu'il abandonne à la douzième page. Il doublera cette année scolaire une deuxième fois. Entre ses 12 et 17 ans, il écrit l'équivalent de 80 cahiers de brouillon de 200 pages en s'essayant à tous les genres. Thierry Martens voue une passion à la littérature ainsi qu'au cinéma populaire. Depuis ses treize ans, il lit deux livres par jour. À l'âge de quinze ans, il entame l'inventaire de la bibliothèque familiale qui compte plus de 10 000 ouvrages, il réalise par ce fait un travail d'archiviste. Puis, il entame ce qu'il qualifie de période littéraire, il écrit des premiers romans autobiographiques et romantiques pour lesquels il essuie un nombre très élevé de refus de la part des éditeurs. Il publie ses premiers écrits au milieu des années 1950 dans Petits Belges et La Libre junior. Grand adolescent de 1,90 mètre et de grande raideur, il délaisse la cigarette pour fumer la pipe et fait grande consommation de bières. À 19 ans, il tape ses romans sur une machine à écrire. En 1961, il publie Glauques, neuf courts textes dans Ailleurs no 33. Martens entre à l'université de sa ville natale et se rend coupable du piratage de cours et rédige les mémoires de fin d'études de ses condisciples. En 1964, il écrit une chronique dans Giff-Wiff, une revue d'études. Il consacre ses deux dernières années universitaires à une gigantesque recherche sur la bande dessinée. En 1966 il est licencié en sciences politiques et sociales de l'Université catholique de Louvain, « section techniques de diffusion et relations publiques ». À 26 ans, il termine son service militaire à Düren et envoie une lettre de candidature spontanée chez Dupuis pour le poste vacant à la suite du licenciement de Delporte. Martens veut renforcer sa candidature en rencontrant des dessinateurs, comme Mazel et Sirius, mais se heurte à un écueil avec Macherot, qui alerte ses copains Peyo, Roba, Franquin : ceux-ci font bloc contre Martens. Lors de son entretien d’embauche avec Charles Dupuis, Martens lui propose de l’engager sous le titre de conseiller de rédaction à Spirou, c’est ainsi qu’il entre aux éditions Dupuis le 7 juillet 1969.

### Rédacteur en chef deSpirou(1969-1978)
Thierry Martens ne connaît rien au métier de rédacteur en chef mais l’apprend directement par la pratique : « Je partais à zéro. Ma connaissance de l’univers interne d’un journal (imprimerie, planning, problèmes rédactionnels) était purement livresque ou imaginative. Mais cela s’apprend assez vite pour autant que l’on ait de la méthode et qu’on n’hésite pas au départ à passer quelques soirées et week-ends pour approfondir le sujet et régulariser la situation. Le premier adversaire était le « retard » chronique de tout le matériel Spirou. Nous avions à l’époque, très mauvaise réputation à l’imprimerie car les délais n’étaient quasi jamais respectés […]. »
Thierry Martens pense que Spirou est un journal de détente comme pourrait l'être une certaine forme de cinéma, s'adressant à un public assez conservateur, et délaisse ainsi la vague pop, à la fin des années 1960. Avec la rédaction de Martens, la productivité devient l’atout majeur de la réussite. Martens cible la masse et non les minorités. Pour ce faire, il fait primer la persévérance sur le don, la banalité sur l’originalité. Fidélisé par la présence régulière de ses héros favoris, le lectorat suit. Raoul Cauvin multiplie les séries qui emplissent le catalogue Dupuis. L’ambition n'est pas de mise. Parmi les nouveaux auteurs, nombreux sont ceux qui sont des salariés qui font de la bande dessinée en dehors de leurs heures de travail, comme un extra à un salaire régulier. Les auteurs débutants permettent de remplir les pages du journal à peu de frais. Pour Jean-Marie Brouyère « La rédaction de Spirou n’était pas vraiment dans les bâtiments de Spirou mais elle se trouvait dans un petit bistrot, le Manderley. Là, il y avait une effervescence incroyable parce que c’était vraiment la salle d’attente des jeunes qui attendaient de tenter leur chance, l’endroit où les vétérans venaient se disputer et se saouler », ce que précise Bernard Hislaire : « Les dessinateurs défilaient au bistro pour rencontrer le rédacteur en chef qui leur offrait invariablement une bière, ou deux, ou trois ou quatre, à une allure effrénée ce qui fait que la plupart des dessinateurs sortaient à quatre pattes alors que lui restait debout. » Le 9 juillet 1970, Spirou célèbre son 33e anniversaire avec un numéro spécial géant de vacances dont la pagination est portée à 132 pages et qui contient l'historique complet du journal. En décembre 1971, Thierry Martens contextualise le marché des périodiques de bande dessinée dans le troisième numéro de Falatoff : « Il existe une concurrence négative entre presse pour teen-agers et hebdomadaires de bande dessinée. Une nouvelle classe de consommateurs s’est créée. Vouée au culte des idoles, rejetant pour un temps ses petits mickeys qui semblent tellement enfantins à ces adultes d’occasion bercés par les trompettes de la publicité. » Dès 1972, il s'intéresse aux fanzines de bande dessinée et crée la rubrique Et les fanzines ?, illustrée par Franquin qui détaille le contenu des différentes parutions avec des synthèses parfois dures, apportant à ces petits tirages une visibilité sans égale,.
En 1975, il lance le concours Qui veut jouer au blabladoigt ?, illustré par Roba puis par Carlos Roque.
Cependant, Thierry Martens fait face à de l'opposition, ses choix éditoriaux sont critiqués à maintes reprises à tel point qu'une fronde est menée par Franquin et Delporte qui voit le jour en 1977 avec la création du journal Le Trombone illustré et ce en réaction aux bandes dessinées jugées trop musclées qu’il publie dans Spirou. Sa « mauvaise réputation » lui vaut de devenir un personnage de Ric Hochet : le Bourreau…
De son propre aveu, les Découvertes Dupuis sont condamnées par la proche apparition du Trombone illustré en seul supplément du journal.

### Monsieur Album (1978-2004)
Thierry Martens est nommé responsable du département albums chez Dupuis en 1978, il instigue la politique éditoriale en publiant les nouvelles séries et valorise le fonds patrimonial en rééditant les classiques comme Jerry Spring dans une collection dédiée homonyme grand format en noir et blanc, Jean Valhardi, Les Timour, Marc Dacier et Félix, succédant à Michel Deligne ou encore Tarawa : Atoll sanglant. Il lance encore les collections « Péchés de Jeunesse », « Carte blanche », « Les Meilleurs Récits du journal de Spirou », « L'Histoire en bandes dessinées » réunissant par thème Les Belles Histoires de l'Oncle Paul, « Dupuis-Aventure », « Ensemble » un autre nom pour une intégrale de Stany Derval et L'Épervier bleu, « Spéciale Grand Format » qui met en valeur Jacques Le Gall et « Tout Buck Danny ». Il est chargé du « Planning Albums » créant les intégrales des grands auteurs Dupuis — qu'il préface le plus souvent — à la fin des années 1980 comme Tout Gil Jourdan, Tout Jijé, Tout Mitacq, Tout Roba, Tout Sammy, Les Tuniques bleues et Gaston Lagaffe, travail non crédité car réalisé pendant les heures de bureau, Peyo chez Rombaldi. Et finalement les intégrales Spirou et Fantasio et Yoko Tsuno. Il lance aussi la collection « Tirage de tête Dupuis » dont les albums sont numérotés et signés ainsi que la brève collection « Les étoiles Dupuis » visant à s'éloigner du standard de la pagination de quarante-huit pages.
Connu pour ses formules lapidaires, il prend sa retraite en 2004. Il est fréquent de rencontrer Thierry Martens en compagnie de ses amis Mythic et Franz Van Cauwenbergh dans les rues de Bruxelles où ils fréquentent les bouquinistes.

## Autres activités

### Yves Varende
Sous le nom de plume d'Yves Varende, il signe dans le supplément Magazine 2000 de Tintin des articles rédactionnels en 1971,.
Puis, il publie des études érudites consacrées au roman policier du début du XXe siècle en introduction de diverses rééditions notamment des aventures de Lord Lister (Claude Lefrancq Éditeur, Bruxelles, 1995) et de Sherlock Holmes (Sherlock Holmes revient), réédition de six nouvelles allemandes anonymes publiées entre 1907 et 1911 (Fleuve Noir, 1996). Il est également auteur de pastiches « holmesiens » (Le Requin de la Tamise, Le Tueur dans le Fog, Le Secret de l'Île aux Chiens, Les Meurtres du Titanic, L'Otage de Fraulein Doktor) se situant à la veille de la Première Guerre mondiale au fil desquels le célèbre détective poursuit des espions du Kaiser alliés aux criminels des bas-fonds londoniens, traquant même un U-Boot corsaire caché dans les égouts !
Thierry Martens est également l'auteur, toujours sous le pseudonyme d'Yves Varende, de romans de science-fiction : Le Gadget de l'Apocalypse (1978), Les Tueurs de l'Ordre (1980), Tuez les tous (1980), Le Fantôme de l’Oiseau-lune, Le Vol de l’Argo, ces deux derniers titres étant écrits en collaboration avec Mythic publiés posthumément aux Éditions de l'Âge d'Or en 2013 et 2015.
Yves Varende s'intéresse également au détective américain Harry Dickson et écrit :
- Les Enquêtes inconnues de Harry Dickson ; Secret de la tête de mort ; Piège machiavélique, . Tome 1 : Les Adorateurs du diable (illustration René Follet), L'Âge d'Or, Charleroi, 2009  (ISBN 2-8001-0912-2)[26]
- Harry Dickson aventures inconnues tome 2 (illustration René Follet), L'Âge d'Or, Charleroi, 2011  (ISBN 9782930556055)

### M. Archive
Thierry Martens sous les pseudonymes de M. Archive ou de Mr Archive a signé de nombreuses rubriques dans Spirou relatives à l'histoire du journal, il a été l'artisan des rééditions patrimoniales des éditions Dupuis. En outre, il est le préfacier de nombreux albums de Dupuis, des Éditions Michel Deligne et Point Image qui contextualise une œuvre ou un auteur. Il est le premier historiographe en bande dessinée. En outre, on peut signaler ses articles parus dans les revues Ran Tan Plan (1967-1975), Phénix (1969-1970), Hop ! (1973-2006), Le Collectionneur de bandes dessinées (1989-1990) et dans 9e Art (1999). C'est lui qui suggère le sous-titre du BDM Trésors de la bande dessinée pour sa première édition en 1981. Pour le Centre belge de la bande dessinée dans la collection « Philabédé », il apporte sa collaboration à l'album Hommage - 9 timbres pour le 9e Art en 1999 à l'occasion du 10e anniversaire du Centre.

### Scénariste
Sous divers pseudonymes (Terence, Yves Varende), Thierry Martens a aussi écrit les scénarios de plusieurs bandes dessinées :

### Ouvrages sur la bande dessinée
- Danny De Laet et Yves Varende, Au-delà du septième art : histoire de la bande dessinée belge[50],[51], Bruxelles, Ministère des affaires étrangères, du commerce extérieur et de la coopération au développement, coll. « Chroniques belges » (no 322), 1979, 302 p. (lire en ligne)
- Henri Filippini, Jacques Glénat, Numa Sadoul et Yves Varende, Histoire de la bande dessinée en France et en Belgique, des origines à nos jours, Glénat, Grenoble, 1980  (ISBN 978-2723401371) — Réédition 1984[52] (ISBN 2-7234-0493-5).
- Danny De Laet[22], L'Affaire Dupuis : Dallas sur Marcinelle[53], Bruxelles, NCM, 1985, 110 p. (présentation en ligne),écrit par Thierry Martens, grâce à l'aimable complicité de Danny De Laet
- Thierry Martens, Le Journal de Spirou 1938-1988, Cinquante ans d'histoire(s)[54], Dupuis, Marcinelle, 1988,  (ISBN 978-2800115917)
- Les Mémoires de Spirou, recueillis par Thierry Martens et Jean-Paul Tibéri, Dupuis, Marcinelle, 1989, 159 p.  (ISBN 2-8001-1702-8)[55],[56]
- Alain Beyrand et Thierry Martens, « Les débuts de la BD : 1996, Centenaristes et Töpfferiens : le débat », Les Cahiers Pressibus, no 6,‎ 31 juillet 1996 (lire en ligne, consulté le 27 mars 2024)
- Thierry Martens, La Génèse de Buck Danny, Chambre belge des experts en bande dessinée, Bruxelles, 1997, 80 p. (réédition augmentée en 2004[57])
- Thierry Martens, Toutes les BD de Bonnes Soirées, Martial, Albert Uderzo, Jijé, Bielsa, Forton, Sirius, Les cahiers Pressibus no 8, Pressibus, juin 2002
- Thierry Martens, L'Aventure des Héroïc-Albums[58],[59], L'Âge d'Or, Charleroi, 2011, 264 p.  (ISBN 978-2-930556-08-6)

### Ouvrages sur le dessin animé et le dessin de presse
Thierry Martens, en coopération avec Danny De Laet, participe à la rédaction de deux ouvrages consacrés au dessin animé et au dessin de presse publiés par les Ministères des Affaires étrangères, du Commerce extérieur et de la Coopération au développement de Belgique. Les ouvrages sont publiés dans les trois langues nationales belges.
- Au-delà du septième art - Le Dessin animé en Belgique, Bruxelles, 1979[60],[50]
- Thierry Martens et Danny De Laet, Au-delà du septième art : pratique du cartoon en Belgique, Bruxelles, Ministères des Affaires étrangères, du Commerce extérieur et de la Coopération au développement de Belgique, coll. « Chroniques belges » (no 320), 1979, 110 p., ill. ; 22 cm (présentation en ligne).

### Littérature d'enfance et de jeunesse
- Yves Varende, Sherlock Holmes et les fantômes[61], Paris, Fleuve Noir, coll. « Bibliothèque du fantastique », 24 juin 1999, 638 p., 18 cm (ISBN 2-265-06754-7) lire en ligne sur Gallica

### Traducteur
Pour Spirou, Thierry Martens assume la traduction de la série de Beetle Bailey de l'américain Mort Walker en 1974.
- 1 Tiens, t'auras du copain, Dargaud, Paris, septembre 1984
Scénario et dessin : Mort Walker - Couleurs : quadrichromie - (ISBN 2-205-02734-4)
- 2 Des sergents à la pelle, Dargaud, Paris, février 1985
Scénario et dessin : Mort Walker - Couleurs : quadrichromie - (ISBN 2-205-02907-X)

Il est également le traducteur de deux albums de la série de bande dessinée flamande De Kiekeboes (Merho) :
1. Le Sang Blanc (1992)  (ISBN 90-02-01976-9), traduction de l'album 36, Het Witte Bloed
2. Le Cas Luc As (1992)  (ISBN 90-02-01975-0), traduction de l'album 34, De Zaak Luc Raak

Les albums mentionnés ont été édités par les Éditions Standaard sous le nom de Fanny et Cie.
- Charles Quint - Le Dernier Bourguignon[63], CBBD - La Poste belge, coll. « Philabédé », février 2000
Scénario : Hec Leemans - Dessin : Hec Leemans - Couleurs : quadrichromie - (ISBN 2-930196-12-2)
- Hec Leemans - En recommandé[64], CBBD - La Poste belge, coll. « Philabédé », 3e trimestre 2002
Scénario et dessin : Hec Leemans - Couleurs : quadrichromie - (ISBN 2-930196-28-9).

Berlin Scénario et dessin : Marvano
1. Les Sept Nains (réédition, Dargaud, Bruxelles, 2007, traduction : Brigitte Hendrickx et Thierry Martens,  (ISBN 978-2-505-00003-7)) (BNF 41062349)

## Décès
Thierry Martens meurt le 27 juin 2011 à Saint-Josse-ten-Noode,, à l'âge de 69 ans,, dans le fauteuil de sa maison, c'est son ami Mythic qui le découvre. L'enterrement a lieu le 5 juillet 2011 à Bruxelles.

## Réception

### Prix et récompenses
- 1986 :  prix du meilleur scénario décerné par la Chambre belge des experts en bande dessinée[71] pour Aryanne, avec Mythic.

### Personnage de bande dessinée
De nombreux auteurs comme André Geerts avec le Commissaire Martin, Mittéï, Maurice Tillieux avec le major Martenne, Lambil savent mettre ce physique imposant en avant,.
Avec le court récit en 4 planches intitulé Interschtroumpf de Peyo, François Walthéry croque Thierry Martens dans son emploi de rédacteur en chef interrogeant Peyo dans Spirou no 1732 en 1971.
Pour la huitième histoire de la série Natacha, Un trône pour Natacha, François Walthéry s'est inspiré de Thierry Martens, alors rédacteur en chef de Spirou, pour créer le personnage du major Martenne, le chef de la sécurité nationale chargé de la sécurité du roi.
Le dessinateur Tibet utilise lui aussi le physique de Thierry Martens, pour le personnage du Bourreau dans l'album Ric Hochet contre le Bourreau, le 14e épisode de la série.
Dans Les Aventures d'un journal dans Spirou, Simon Léturgie et Yann lui consacrent un strip intitulé Thierry Martens contre-attaque.

### Postérité
Pour l'écrivain Patrick Gaumer : 

« Qu'il signe Thierry Martens, T. Martens, M. Archive, Yves Varende, Terence (ou Térence), Jo Taverne ou Jean Grance (sic), le polygraphe fait preuve d'un joli sens de la formule où se mêlent, selon le sujet, le rythme, l'humour et l'érudition. »

Pour Didier Pasamonik de L’Agence BD 

« L’homme a joué un rôle central dans la BD franco-belge au début des années 1970, pendant près de 20 ans. Rédacteur en chef, éditeur, scénariste, écrivain, c’était une personnalité entière qui ne laissait personne indifférent. »

#### Témoignages
- Pour Raoul Cauvin[75] : « Sans doute le meilleur. Je l’adore, et je pourrais presque écrire un livre sur lui tellement je l’apprécie. Il a laissé une trace. On l’aimait ou on le haïssait, mais il ne laissait pas indifférent. Il avait une mémoire incroyable. Encore aujourd’hui, on le regrette à la rédaction. C’est grâce à Thierri que Pierre Tombal et Pauvre Lampil ont été publiés dans Spirou. Il a accepté ce que d’autres m’ont interdit. Je peux vraiment le remercier. »
- Bernard Hislaire[10], l’auteur de Sambre : « Quand Thierry vous parlait, il regardait votre menton. Il m’a fallu quelque temps avant de comprendre que derrière l’imposant rédacteur en chef de Spirou, il y avait un grand timide, un peu désabusé et fort incompris, fidèle en amitié. Il avait un goût certain pour la provocation, et des formules lapidaires qui ont du en blesser plus d’un, alors qu’il voulait défendre la littérature populaire face au snobisme des années 1970. Moi, il m’a beaucoup aidé et toujours soutenu. Et puis c’est vrai, il avait l’alcool généreux. La première fois que je l’ai rencontré chez Jean-Marie Brouyère, j’avais 14 ans et il m’a ramené, saoul, chez mes parents, pour me donner un alibi… ».
- Patrick Pinchart[15], ex-rédacteur en chef de Spirou « En 1987, lorsque je fus engagé comme rédacteur en chef de "Spirou", à l’arrivée d’une nouvelle direction, il me dit : "Surtout, interviens pour que Dupuis ne vire pas Martens !" Je n’eus pas à le faire, on connaissait trop bien la valeur de l’historien qu’il était. Mais, avec le temps, son rôle dans la maison diminua progressivement. De "M. Albums", il redevint "M. Archives", ne s’occupant pratiquement plus que du patrimoine de Dupuis. Il fut relégué dans un minuscule bureau trop petit pour y caser toutes ses précieuses archives, version marcinelloise du "placard". ».
- Thierry Tinlot[15], autre rédacteur en chef de Spirou « J’ai eu l’occasion de côtoyer Thierry Martens pendant toutes mes années chez Spirou. […] Il était le fameux « M. Archive » et la mémoire vivante de Dupuis. Même si je n’étais pas franchement en phase avec lui sur ses opinions politiques, euh, très très tranchées et musclées, je reconnais que j’ai toujours eu un faible pour le bonhomme. Sous des dehors assez rustres, il cachait une grande timidité. Il va sans dire qu’il savait tout sur tout. Mais la raison pour laquelle je l’ai surtout respecté, c’est parce qu’il a fait de l’excellent boulot lorsqu’il était à la tête du journal de 1968 à 1978. Un vrai talent d’animateur et de découvreur de talents : la plupart des auteurs aujourd’hui classiques dans le catalogue ont été amenés par Martens. Hardy, Hislaire, Frank et toute cette génération d’auteurs. Mais c’était aussi quelqu’un qui, dès son passage à la tête du journal, a eu à cœur de valoriser les grands anciens […]. « Monsieur Martens », comme tout le monde l’appelait dans les bureaux, était vraiment un personnage haut en couleurs, et je suis content de l’avoir croisé. »
- Marvano le décrit comme « un travailleur acharné, très intelligent et direct ». Avec l'ancien rédacteur en chef également décédé de Spirou Philippe Vandooren, Martens conduit Marvano chez Dupuis[70].